# A Rainha da Neve
A Rainha da Neve (em dinamarquês:  Snedronningen) é um conto de fadas do autor dinamarquês Hans Christian Andersen, publicado pela primeira vez em 21 de dezembro de 1844.
O conto gira em torno da luta entre o bem e o mal, as trevas da razão fria e o calor do coração humano, vivida por um menino e uma menina — Kai e Gerda, respectivamente. Apesar de ser um dos seus contos mais longos, Andersen demorou apenas cinco dias para o escrever.

## História
Na história, os trolls malvados fazem um espelho que distorce as imagens. O espelho se quebra, e pequenas farpas atravessam os olhos e o coração de Kai, amigo de Gerda. A rainha da neve aparece, faz com que Kai se esqueça da amiga e leva-o com ela. Gerda procura pelo irmão. Com a ajuda de uma garota ladra, eles retiram as farpas de Kai e voltam para casa.

### Divisão narrativa
O conto é dividido em sete histórias (em dinamarquês:  Historier):
1. Que trata do espelho e dos seus fragmentos
2. Um rapazinho e uma menina
3. O jardim da mulher que sabia fazer feitiços
4. Príncipe e princesa
5. A pequena salteadora
6. A mulher da Lapónia e a mulher da Finlândia
7. O que aconteceu no palácio da Rainha das Neves e o que se passou depois